# Hortensia (redenaar)

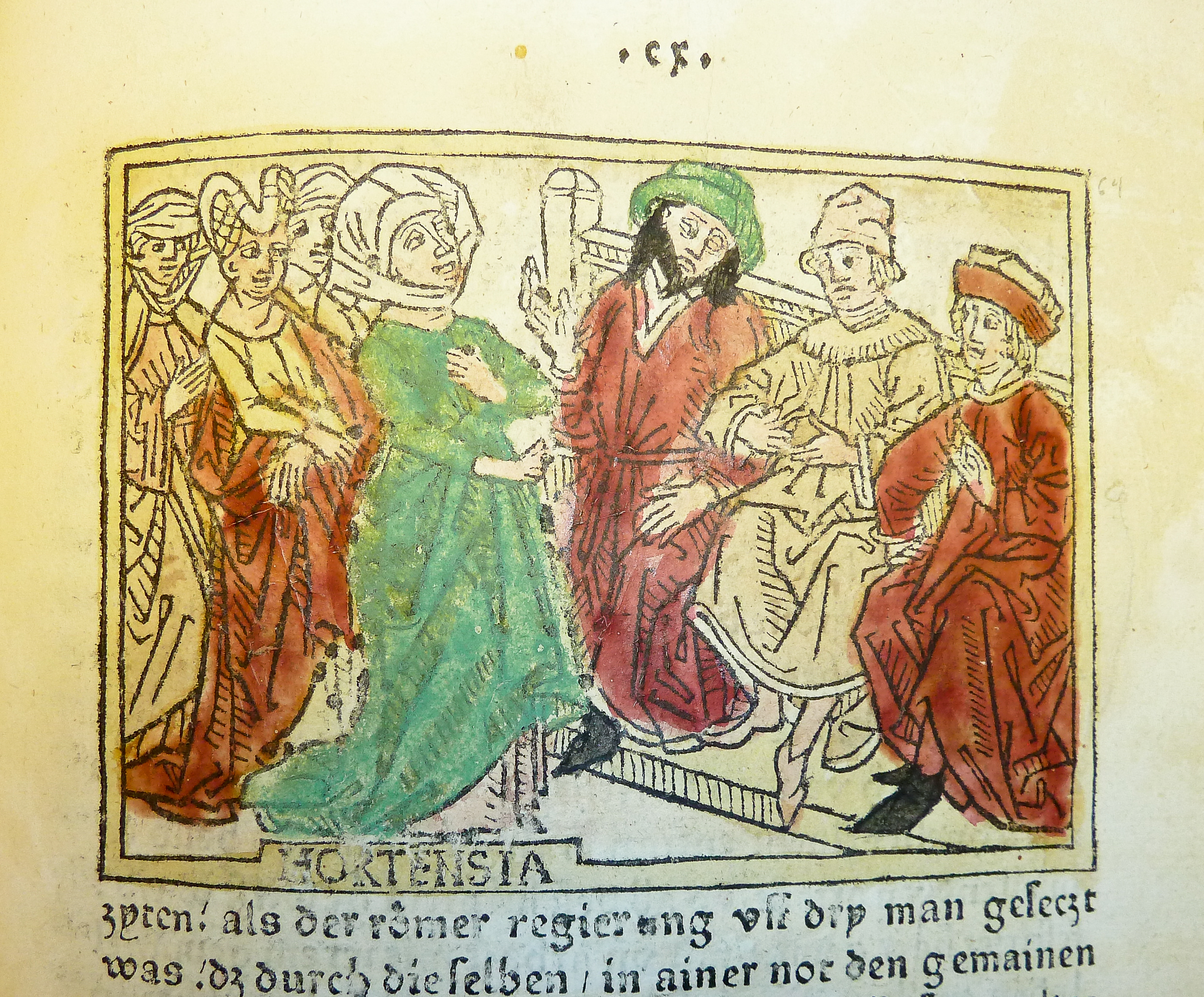
Hortensia die haar pleidooi houdt voor de Romeinse autoriteiten op een ingekleurde houtsnede uit de 15e-eeuwse Duitse vertaling van de De mulieribus claris van Giovanni Boccaccio.

Hortensia was een redenaar in de Romeinse Republiek die zich verzette tegen een belasting die aan veertienhonderd rijke burgeressen (vrouwen) opgelegd werd om de strijd tegen de moordenaars van Julius Caesar te financieren. Hortensia was een dochter van de redenaar Quintus Hortensius Hortalus (114 - 50 v.Chr.).

## Biografie
Hortensia werd geboren als de dochter van Quintus Hortensius Hortalus en zijn eerste vrouw Lutatia. Door het bestuderen van de toespraken van haar vader en andere redenaars leerde ze de kunst van de retorica. Ze huwde met Quintus Servilius Caepio die overleed in 59 v.Chr. waardoor zij als weduwe achterbleef.
Om hun oorlog tegen de moordenaars van Julius Caesar te financieren, besloot het Tweede triumviraat (Gaius Octavianus, Marcus Antonius en Marcus Aemilius Lepidus) in 42 v.Chr. een belasting te heffen waardoor de 1400 rijkste vrouwen van Rome werden getroffen. De vrouwen deden hun beklag over de belasting en vroegen aan Hortensia of zij voor hun het woord kon voeren bij de triumvirs. In een toespraak op het Forum Romanum vroeg ze waarom vrouwen belasting moesten betalen als ze niet eens in officiële ambten verkozen konden worden. De triumvirs probeerden haar te verwijderen van de rostra. Een dag later besloten ze het aantal vrouwen dat getroffen werd door de belastingen terug te brengen naar vierhonderd.